# Фельц, Керстин
Керстин Фельц (нем. Kerstin Feltz; род. 1962, Йена, округ Гера, ГДР) — немецкая виолончелистка.
Окончила Веймарскую Высшую школу музыки (1983) у Лизелотты Пипер, затем училась в аспирантуре Московской консерватории у Валентина Фейгина. В 1980 году выиграла Международный конкурс имени Иоганна Себастьяна Баха в Лейпциге.
Записала (2002) концерты Эдуара Лало и Камиля Сен-Санса, а также «Цыганские напевы» Сарасате (первая запись этого произведения в переложении для виолончели) с Фогтландским филармоническим оркестром, Шесть сюит для виолончели соло Иоганна Себастьяна Баха, сонаты Шуберта, Мендельсона, Кодаи и др.
С 1994 года — профессор Университета музыки в Граце.